# 纳罗斯水道
纳罗斯水道（The Narrows）是美國上纽约湾和下纽约湾之間的一個海峽，美国纽约史泰登岛和布鲁克林区隔著纳罗斯水道相望，长期以来，它被认为是纽约的海上门户，是进入紐約和紐澤西港的最重要的入口之一。1524年，乔瓦尼·达韦拉扎诺途徑纳罗斯水道，他也成為人們已知的第一个進入纳罗斯水道的欧洲人。